# قاع (فرعون)
قاع (أيضًا قاي) آخر ملوك الأسرة الأولى من مصر. حكم لمدة 33 سنة في نهاية القرن الثلاثون قبل الميلاد.

## أسرته
أب قاع ليس معروف تماما، ويعتقد أن أبيه كان إما سمر خت لأو خع إيب . وطبقا لما ورد في مخطوطات المؤرخ الإعريقي مانيتو فهو ابن سمر خت.

## الاسم
ابتداء من فرعون دن بدأ فرعون يتخذ عدة ألقاب ملكية عند اعتلائه العرش.
قبل ذلك كان الملك يتخذ لقبا واحدا عبارة عن اسمه الشخصي مكتوبا داخل سيرخ وفوقه الصقر حورس
أو يكون حور امام سيرخ اسم الملك . القاب الفرعون قاع التي عثر عليها هي ما يلي:
- اسم حورس:

| X7 · D36 |

 قاع  
 Q3j-ˁ 
 ومعناه ذو اليد العليا
يكتب عادة في سيرخ ويتوجه حورس (كما في الصورة أعلاه).
- اسم تتويج:

| M23 · t | L2 · t | X7 · D36 |

نسوت بيتي قاع

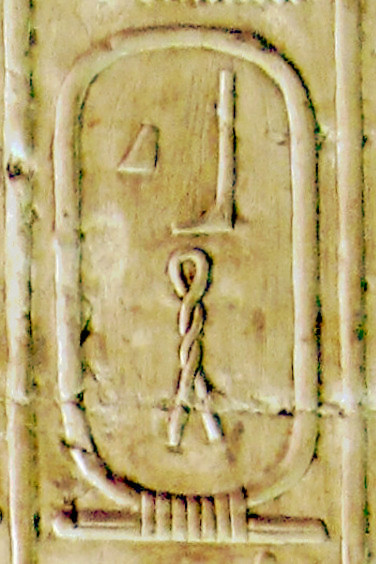
قبح هو اسم التتويج لقاع، وهو مكتوب في خرطوش. من قائمة ملوك مصر (أبيدوس).

(أي قاع ملك الوجه البحري والوجه القبلي)
- اسم نبتي :

| T22 | D20 · N35 |

| G16 |

سن- نبتي
أي "أخو السيدتين (المقدستين لشمال مصر وجنوبها)"
يكتب عادة في خرطوش ويتقدمه [السيدتان]،
وهذا القب معناه : سن، ملك الوجه القبلي والوجه البحري .
(انظر ألقاب ملكية مصرية قديمة)

## اقرأ أيضا
- ألقاب ملكية مصرية قديمة
- دن (فرعون)
- أسرة مصرية أولى

| سبقه سمر خت | فرعون مصر | تبعه سنيفيركا |